# Radio Maria (Italien)
Radio Maria ist ein römisch-katholisch geprägter privater Hörfunksender aus Italien, der 1983 als Pfarr-Radio in Erba (Provinz Como) gegründet wurde.
1987 gründete sich die „Associazione Radio Maria“ (Vereinigung Radio Maria). Seit 1990 deckt der katholische Sender alle Regionen Italiens ab. Auch in anderen Ländern wurden Ableger gegründet, die 1998 in der „Famiglia mondiale di Radio Maria“ (World Family of Radio Maria) zusammengefasst wurden.
Radio Maria wurde 2008 via Internet, per Satellit (Eutelsat Hotbird) und in Italien von UKW- und DVB-T-Sendern verbreitet. Die mittlere tägliche Reichweite beträgt in Italien 1.765.000 Hörer (1. Semester 2008).

## Sonstiges
Im November 2020 behauptete der Chefredakteur von Radio Maria, der achtzigjährige Pater Livio Fanzaga, in einem Video, die COVID-19-Pandemie sei ein krimineller Plan der Welteliten, um eine Welt ohne Gott zu errichten, in der der Satan die Macht habe. Dies sei ein konkreter Plan; dieser solle 2021 verwirklicht werden. (siehe auch Falschinformationen zur COVID-19-Pandemie)